# Olympische Sommerspiele 2000/Teilnehmer (Usbekistan)
| Gelbes Symbol für Goldmedaillen mit stilisierten Olympischen Ringen | Graues Symbol für Silbermedaillen mit stilisierten Olympischen Ringen | Braundes Symbol für Bronzemedaillen mit stilisierten Olympischen Ringen |
| ------------------------------------------------------------------- | --------------------------------------------------------------------- | ----------------------------------------------------------------------- |
| 1                                                                   | 1                                                                     | 2                                                                       |

Usbekistan nahm an den Olympischen Sommerspielen 2000 in der australischen Metropole Sydney mit 70 Athleten, 18 Frauen und 52 Männern, in zwölf Sportarten teil.
Nach 1996 war es die zweite Teilnahme des asiatischen Staates an Olympischen Sommerspielen.

## Flaggenträger
Der Boxer Muhammadqodir Abdullayev trug die Flagge Usbekistans während der Eröffnungsfeier im Stadium Australia.

## Medaillengewinner
Mit einer gewonnenen Gold-, einer Silber- und zwei Bronzemedaillen belegte das Team Usbekistans Platz 43 im Medaillenspiegel.

### Gold
| Name                     | Sportart | Wettkampf         |
| ------------------------ | -------- | ----------------- |
| Muhammadqodir Abdullayev | Boxen    | Halbweltergewicht |

### Silber
| Name           | Sportart | Wettkampf          |
| -------------- | -------- | ------------------ |
| Artur Taymazov | Ringen   | Superschwergewicht |

### Bronze
| Name            | Sportart | Wettkampf          |
| --------------- | -------- | ------------------ |
| Sergey Mixaylov | Boxen    | Halbschwergewicht  |
| Rustam Saidov   | Boxen    | Superschwergewicht |

## Teilnehmer nach Sportarten

### Boxen
- Dilshod Yuldashev
Halbfliegengewicht: 1. Runde

- Alisher Rahimov
Bantamgewicht: Viertelfinale

- Tulkunbay Turgunov
Federgewicht: 2. Runde

- Muhammadqodir Abdullayev
Halbweltergewicht: Gold

- Sherzod Khusanov
Weltergewicht: 2. Runde

- Dilshod Yorbekov
Halbmittelgewicht: 1. Runde

- Oʻtkirbek Haydarov
Mittelgewicht: 1. Runde

- Sergey Mixaylov
Halbschwergewicht: Bronze

- Ruslan Chagayev
Schwergewicht: Viertelfinale

- Rustam Saidov
Superschwergewicht: Bronze

### Fechten
- Anisa Petrova
Damen, Degen, Einzel: 37. Platz

### Gewichtheben
- Baxtiyor Nurullayev
Leichtschwergewicht: 14. Platz

- Igor Khalilov
Superschwergewicht: 12. Platz

### Judo
- Alisher Muxtarov
Superleichtgewicht: 5. Platz

- Mansur Zhumayev
Halbleichtgewicht: 1. Runde

- Andrey Shturbabin
Leichtgewicht: Viertelfinale

- Farkhod Turaev
Halbmittelgewicht: 2. Runde

- Kamol Muradov
Mittelgewicht: 1. Runde

- Armen Bagdasarov
Halbschwergewicht: 9. Platz

- Abdullo Tangriyev
Schwergewicht: Viertelfinale

### Kanu
- Anton Rjachow
Herren, Einer-Kajak, 500 Meter: Halbfinale
Herren, Einer-Kajak, 1000 Meter: Halbfinale

### Leichtathletik
- Andrey Abduvaliyev
Herren, Hammerwurf: 15. Platz in der Qualifikation

- Zamira Amirova
Damen, 4 × 200 Meter: Vorläufe

- Lyudmila Dmitriady
Damen, 4 × 100 Meter: Vorläufe

- Erkinzhon Isakov
Herren, 400 Meter Hürden: Vorläufe

- Sofiya Kabanova
Damen, Siebenkampf: 27. Platz

- Vitaly Khozhatelev
Herren, Hammerwurf: 42. Platz in der Qualifikation

- Rustam Chusnütdinow
Herren, Weitsprung: 45. Platz in der Qualifikation

- Nataliya Kobina
Damen, 4 × 200 Meter: Vorläufe

- Anvar Koʻchmurodov
Herren, 4 × 100 Meter: Vorläufe

- Yelena Kvyatkovskaya
Damen, 4 × 100 Meter: Vorläufe

- Lyubov Perepelova
Damen, 100 Meter: Viertelfinale
Damen, 200 Meter: Vorläufe
Damen, 4 × 100 Meter: Vorläufe

- Yevgeny Petin
Herren, Dreisprung: 34. Platz in der Qualifikation

- Yelena Piskunova
Damen, 400 Meter: Vorläufe
Damen, 4 × 400 Meter: Vorläufe

- Roman Poltoratsky
Herren, Diskuswurf: 41. Platz in der Qualifikation

- Nataliya Senkina
Damen, 4 × 200 Meter: Vorläufe

- Viktor Ustinov
Herren, Hammerwurf: 43. Platz in der Qualifikation

- Oleg Veretelnikov
Herren, Zehnkampf: DNF

- Sergey Voynov
Herren, Speerwurf: 25. Platz in der Qualifikation

- Goʻzal Xubbiyeva
Damen, 4 × 100 Meter: Vorläufe

- Nikolay Yeroshenko
Herren, 4 × 100 Meter: Vorläufe

- Konstantin Zhuravlyov
Herren, 4 × 100 Meter: Vorläufe

- Oleg Zhuravlyov
Herren, 4 × 100 Meter: Vorläufe

### Ringen
- Dilshod Aripov
Federgewicht, griechisch-römisch: 11. Platz

- Bahodir Qurbonov
Leichtgewicht, griechisch-römisch: 5. Platz

- Ruslan Biktyakov
Weltergewicht, griechisch-römisch: 10. Platz

- Yevgeny Yerofaylov
Mittelgewicht, griechisch-römisch: 11. Platz

- Yury Vitt
Halbschwergewicht, griechisch-römisch: 10. Platz

- Adhamjon Achilov
Bantamgewicht, Freistil: 8. Platz

- Damir Zakhartdinov
Federgewicht, Freistil: 4. Platz

- Ramil Islamov
Leichtgewicht, Freistil: 17. Platz

- Ruslan Khinchagov
Mittelgewicht, Freistil: 5. Platz

- Macharbek Chasbijewitsch Chadarzew
Halbschwergewicht, Freistil: 14. Platz

- Artur Taymazov
Superschwergewicht, Freistil: Silber

### Schießen
- Alyona Aksyonova
Damen, Luftgewehr: 20. Platz
Damen, Kleinkaliber, Dreistellungskampf: 30. Platz

- Dilshod Mukhtarov
Herren, Luftpistole: 9. Platz
Herren, Freie Scheibenpistole: 5. Platz

- Yuliya Shakhova
Damen, Luftgewehr: 32. Platz
Damen, Kleinkaliber, Dreistellungskampf: 30. Platz

### Schwimmen
- Aleksandr Agafonov
Herren, 100 Meter Freistil: 54. Platz

- Mariya Bugakova
Damen, 100 Meter Schmetterling: 48. Platz

- Saida Iskandarova
Damen, 50 Meter Freistil: 55. Platz

- Anastasiya Korolyova
Damen, 200 Meter Brust: 35. Platz

- Ravil Nachayev
Herren, 50 Meter Freistil: 30. Platz
Herren, 4 × 100 Meter Freistil: disqualifiziert
Herren, 100 Meter Schmetterling: 34. Platz

- Oleg Pukhnaty
Herren, 4 × 100 Meter Freistil: disqualifiziert
Herren, 200 Meter Lagen: 32. Platz

- Dmitry Tsutskarev
Herren, 200 Meter Schmetterling: 45. Platz

- Oleg Tsvetkovsky
Herren, 200 Meter Freistil: 44. Platz
Herren, 4 × 100 Meter Freistil: disqualifiziert

- Pyotr Vasilyev
Herren, 4 × 100 Meter Freistil: disqualifiziert

- Sergey Voytsekhovich
Herren, 200 Meter Brust: 46. Platz

### Tennis
- Iroda Toʻlaganova
Damen, Einzel: 1. Runde

### Trampolinturnen
- Yekaterina Xilko
Damen, Einzel: 4. Platz

### Turnen
- Oksana Chusovitina
Damen, Einzelmehrkampf: 45. Platz in der Qualifikation
Damen, Boden: 25. Platz in der Qualifikation
Damen, Pferdsprung: 24. Platz in der Qualifikation
Damen, Schwebebalken: 59. Platz in der Qualifikation
Damen, Stufenbarren: 79. Platz in der Qualifikation